# Gloria Buzău
Die Asociația Sportivă Fotbal Club Buzău ist ein rumänischer Fußballverein aus der Stadt Buzău. Er wurde 1971 als Fotbal Club Gloria Buzău gegründet und nach finanziellen Schwierigkeiten im Sommer 2016 aufgelöst. Ein Jahr später wurde der Verein als AS FC Buzău neu registriert und spiel seit 2024 wieder in der Liga I. Er gehört zu jeweils 40 % der Stadt sowie dem Kreis Buzău und 20 % besitzt der TV Buzău Trust Campus.

## Geschichte
Gloria Buzău wurde am 16. Juni 1971 als Fußballabteilung von CSM Buzău gegründet. Die Mannschaft übernahm den Großteil der Spieler und den Platz vom AFC Metalul Buzău in der dritthöchsten rumänischen Spielklasse, der Divizia C. Bereits in seiner ersten Saison schaffte Gloria den Aufstieg in die Divizia B.
Nach mehreren vergeblichen Anläufen, den Sprung in die höchste rumänische Fußballliga, die Divizia A, zu schaffen, gelang dies als ersten Team aus Buzău im Jahr 1978. Nach dem Klassenerhalt in der Saison 1978/79 stieg Gloria 1980 wieder in die Divizia B ab. Im Jahr 1984 gelang der erneute Aufstieg. Die Saison 1984/85 wurde die erfolgreichste der Vereinsgeschichte. Neben dem 5. Platz in der Divizia A erreichte Gloria auch das Halbfinale des Balkan-Cups für Vereinsmannschaften, schied dort aber gegen Panionios Athen aus. Nach dem Klassenerhalt in der darauffolgenden Saison stieg Gloria am Ende der Saison 1986/87 erneut ab.
Nachdem Gloria von 2000 bis 2002 sogar in die Divizia C abgerutscht war, gelang 2007 die Rückkehr in die Liga 1. Im ersten Jahr nach dem Aufstieg konnte das Halbfinale der Cupa României 2007/08 erreicht und der sofortige Wiederabstieg knapp verhindert werden. Die Saison 2008/09 beendete der Verein als Tabellenletzter und wurde wegen des Nichterreichen der Mindestpunktzahl mit einem Abzug von acht Punkten für die Folgesaison bestraft. Seither spielt Gloria in der Liga II und hat mit starken finanziellen Schwierigkeiten zu kämpfen. 2010 konnte der Abstieg in die Divizia C nur aufgrund des Zwangsabstiegs von FCM Bacău verhindert werden. Im Sommer 2010 gab der damalige Trainer Nicolae Anton sein Amt an Mihai Ciobanu ab und kehrte in den Jugendbereich des Vereins zurück.
Im Sommer 2016 ging der Verein insolvent und der Nachfolgeverein namens AS FC Buzău nahm in der Liga V den Spielbetrieb auf. Schon im Jahre 2019 schaffte man die Rückkehr in Liga II und fünf Jahre später erfolgte der erneute Aufstieg in die höchste rumänische Spielklasse, der Liga 1.

## Bekannte ehemalige Spieler
| Spieler           | Nationalität | im Verein von bis | Spiele | Tore |
| ----------------- | ------------ | ----------------- | ------ | ---- |
| Dudu Georgescu    | Rumänien     | 1984–1986         | 44     | 27   |
| Alexandru Nicolae | Rumänien     | 1974–1980         | 58     | 1    |

## Ehemalige Trainer
- Leonida Nedelcu (2003, 2004, 2005)
- Vasile Grosu (2004)
- Viorel Ion (2005 bis August 2007, seit Sommer 2013)
- Ilie Stan (August 2007)
- Ștefan Stoica (15. August 2007 bis 11. August 2008, Sommer 2012 bis Oktober 2012)
- Álvaro Magalhães (August 2008 bis Oktober 2008)
- Mario Marinica (Oktober 2008 bis Dezember 2008)
- Constantin Cârstea (Januar bis Sommer 2009)
- Nicolae Anton (2009 bis Sommer 2010)
- Mihai Ciobanu (Sommer 2010 bis Mai 2012)
- Marcel Ploaie (Mai 2012 bis Sommer 2012)